# Got to Be There
Got to Be There là album hát đơn đầu tay của Michael Jackson, do Motown Records phát hành vào ngày 24 tháng 1 năm 1972.
Album này gồm có bài hát cùng tên, đã được phát hành vào mùa thu năm 1971, và là single hát đơn đầu tay của Jackson.

## Thông tin album
Motown phát hành album của Jackson trong cùng khoảng thời gian với một người anh em nổi tiếng trong một gia đình nổi tiếng khác: Donny Osmond, người thành công với những bài hát như "Sweet & Innocent" và "Puppy Love". Các nỗ lực ra album đầu tiên của Jackson và Osmond gần như song hành với nhau, khi Jackson có được bài hit với bài hát chủ đề và "Rockin' Robin", cũng giống như "Puppy Love" của Osmond, hát lại bài hát rock cũ vào thập niên 50. Album này cũng có các ca khúc hát lại là "Ain't No Sunshine" của Bill Withers và "You've Got a Friend" của Carole King.

## Đón nhận
Album đạt đến vị trí số 14 trên Bảng xếp hạng album nhạc pop Mỹ và thứ ba trên Bảng xếp hạng album R&B Mỹ khi nó phát hành.
Rolling Stone (12/7/72, trang 68) - "..dễ thương, khéo léo và cũng hay như một sản phẩm thường thấy của Jackson 5...một giọng hát sâu sắc ngọt ngào...vô tư và hoàn toàn chuyên nghiệp...quyến rũ và cuối cùng là không thể cưỡng nổi.."

## Danh sách bài hát
| STT | Nhan đề                             | Sáng tác                                          | Thời lượng |
| --- | ----------------------------------- | ------------------------------------------------- | ---------- |
| 1.  | "Ain't No Sunshine"                 | Bill Withers                                      | 4:09       |
| 2.  | "I Wanna Be Where You Are"          | Leon Ware, T-Bone Ross                            | 3:01       |
| 3.  | "Girl Don't Take Your Love From Me" | Willie Hutch                                      | 3:46       |
| 4.  | "In Our Small Way"                  | Beatrice Verdi, Christine Yarian                  | 3:34       |
| 5.  | "Got to Be There"                   | Elliot Willensky                                  | 3:23       |
| 6.  | "Rockin' Robin"                     | Thomas                                            | 2:31       |
| 7.  | "Wings of My Love"                  | Corporation                                       | 3:32       |
| 8.  | "Maria (You Were the Only One)"     | L. Brown, Linda Glover, George Gordy, Allen Story | 3:41       |
| 9.  | "Love Is Here and Now You're Gone"  | Holland-Dozier-Holland                            | 2:51       |
| 10. | "You've Got a Friend"               | Carole King                                       | 4:53       |